# Pachycephalosauria
Die Pachycephalosauria (deutsch manchmal „Dickkopfsaurier“) sind ein Taxon (eine systematische Gruppe) von Vogelbeckensauriern (Ornithischia). Es waren zweibeinige, vermutlich pflanzenfressende Dinosaurier, die durch ein auffallend verdicktes Schädeldach charakterisiert waren. Fossilfunde dieser Dinosaurier stammen aus der mittleren Jura- als auch aus der gesamten Kreidezeit Nordamerikas und Asiens.

## Merkmale

### Allgemeines
Von vielen Pachycephalosauria sind nur schlecht erhaltene Fossilien überliefert, oft nur Teile des Schädeldaches. Nur von wenigen Gattungen sind der ganze Schädel oder das Rumpf- und Gliedmaßenskelett bekannt, sodass viele Angaben über diese Gruppe vage bleiben. Die Pachycephalosauria waren eher kleine, bipede (sich auf zwei Beinen fortbewegende) Dinosaurier. Größenangaben sind oft spekulativ – die kleinsten Vertreter wie Micropachycephalosaurus dürften weniger als 1 Meter lang gewesen sein, während die größten Gattungen wie Pachycephalosaurus 4,5 Meter Länge erreichten.

### Schädel und Zähne

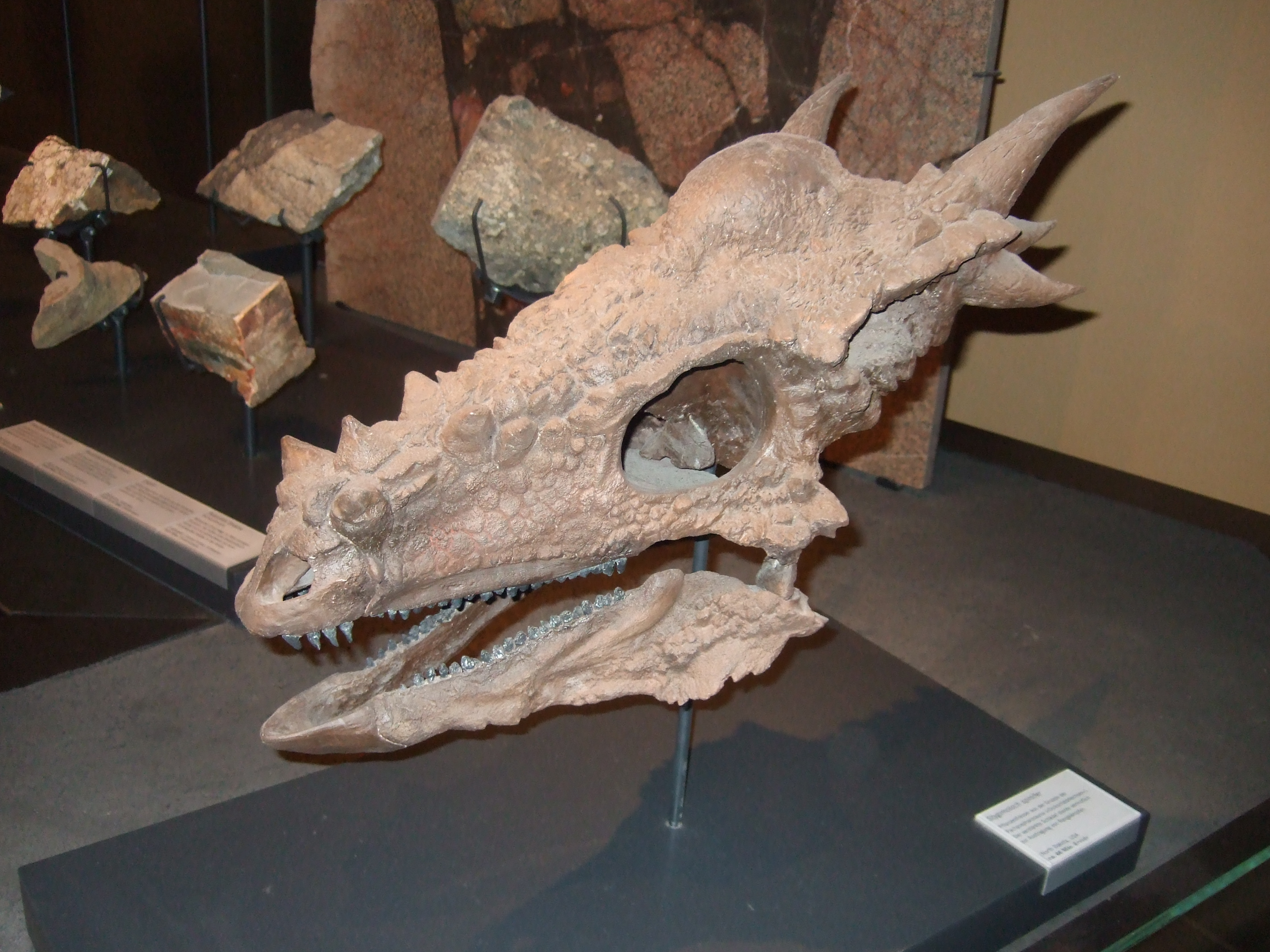
Schädel von Stygimoloch

Das auffälligste Merkmal im Bau des Schädels war das verdickte Schädeldach, das aus dem Stirnbein (Frontale) und dem Scheitelbein (Parietale) gebildet wurde. Dabei gab es zwei Grundmuster: Bei den flachköpfigen Vertretern waren diese Knochen durch Suturen (Schädelnähte) getrennt und die Oberseite des Schädels war verdickt, aber nicht aufgewölbt. Bei den anderen Pachycephalosauriern waren diese beiden Knochen zu einem Frontoparietale zusammengewachsen und kuppelartig aufgewölbt. Die Fenestra supratemporalis (das obere Schädelfenster der Schläfengegend) ist bei den flachköpfigen Arten ausgeprägt, bei den kuppelköpfigen Arten hingegen sehr klein oder geschlossen. Unter dem verdickten Schädeldach befand sich seitlich und hinten auf dem Schuppenbein (Os squamosum) eine Reihe knöcherner Höcker, die bei manchen Vertretern wie Stygimoloch und Dracorex hornähnlich verlängert waren. Auch andere Regionen des Schädels wie das Postorbitale (hinter dem Auge) oder das Nasenbein konnten mit knöchernen Höckern versehen sein. Die Augenhöhle (Orbita) ist durch zwei darüberliegende Knochen (Supraorbitale) verstärkt.
Pachycephalosauria hatten verschiedene Typen von Zähnen (Heterodontie). Am Praemaxillare (dem vordersten Teil des Oberkiefers) befanden sich mehrere stiftartige, leicht gebogene Zähne, von denen der hinterste eckzahnartig vergrößert war. Dahinter klaffte eine als Diastema bezeichnete Lücke. Die Zähne der Maxilla (Oberkiefer) waren verhältnismäßig klein und wiesen dreieckige, leicht gezackte Kronen auf. Der Unterkiefer ist nur von wenigen Gattungen bekannt. Die Unterkieferzähne glichen meist denen der Maxilla, bei manchen Gattungen wie Goyocephale war der vorderste jedoch deutlich vergrößert. Das Praedentale – der vorderste Teil des Unterkiefers – wurde bislang nicht gefunden, aus Spuren am Unterkiefer lässt sich dennoch schließen, dass die Pachycephalosauria wie alle Vogelbeckensaurier vermutlich einen Hornschnabel aufwiesen.

### Rumpfskelett und Gliedmaßen

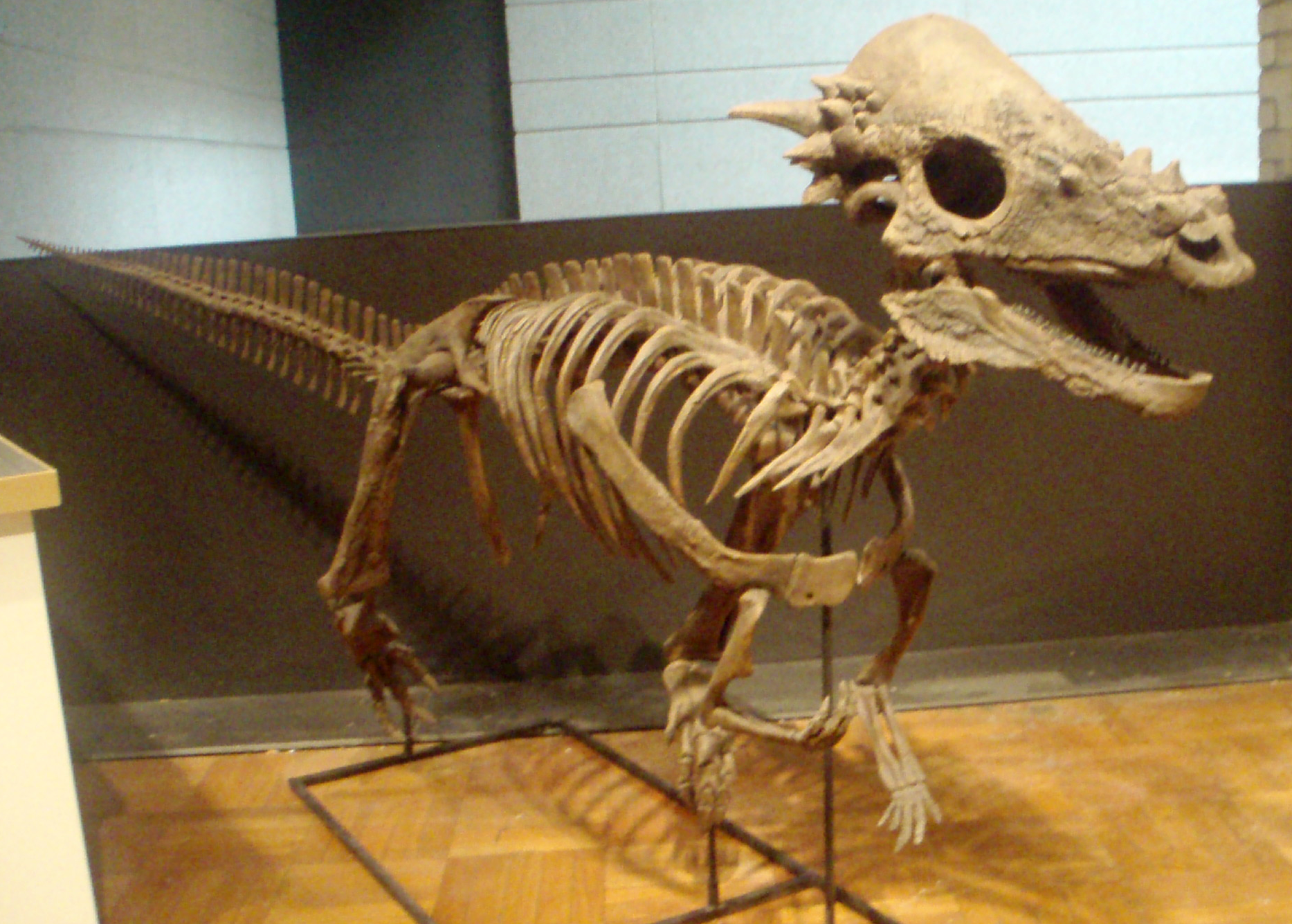
Skelett von Pachycephalosaurus

Bislang gibt es nur von wenigen Gattungen Funde des Rumpfskeletts oder der Gliedmaßen, viele Bereiche im Körperbau der Pachycephalosauria – wie die Anzahl und der Bau der Halswirbel oder die Form der Hand – sind nicht bekannt. Der Rumpf war relativ stämmig, Auffälligkeiten gibt es im Bau der Wirbelsäule: Die Rückenwirbel waren durch ineinandergreifende Verbindungen verstärkt, die zum Kreuzbein verwachsenen Sakralwirbel wiesen lange Rippen (Sakralrippen) auf. Die vordersten Schwanzwirbel waren ebenfalls mit Rippen ausgestattet, die hinteren Schwanzwirbel waren durch Chevron-Knochen (V-förmige Fortsätze an der Unterseite) und verknöcherten Sehnen versteift.
Das Schulterblatt war schlank und langgestreckt, die Vordergliedmaßen waren sehr kurz und erreichten nur rund ein Viertel der Länge der Hintergliedmaßen. Der Bau der Hand ist, wie oben erwähnt, nicht bekannt. Das Becken war sehr breit und vor allem dadurch charakterisiert, dass das Schambein nahezu keinen Anteil an der Hüftgelenkspfanne (Acetabulum) hat. Die Hinterbeine waren lang, wobei die Unterschenkel etwas länger als die Oberschenkel waren. Der Fuß dürfte drei funktionale Zehen (Zehen II, III und IV) getragen haben, wobei die mittlere die größte war. Die erste Zehe war stark verkleinert, die fünfte fehlte völlig. Die Zehen endeten in kegelförmigen, aber nicht gebogenen hufartigen Klauen.

## Paläobiologie

### Verbreitung und Lebensraum
Eindeutig den Pachycephalosauriern zuordenbare Funde gibt es nur aus Ostasien und Nordamerika, zweifelhafte Funde auch aus Europa, sodass diese Dinosaurier nach heutigem Kenntnisstand auf die Kontinente der Nordhalbkugel beschränkt waren. Die Funde aus Nordamerika beschränken sich fast ausschließlich auf Schädeldächer, die überdies oft Anzeichen auf eine Fortspülung in Flüssen nach dem Tod der Tiere aufweisen. Dies lässt eventuell den Schluss zu, dass diese Tiere fernab von zur Fossilisation geeigneten Habitaten – etwa im Bergland – lebten. Asiatische Funde sind hingegen oft besser erhalten, diese lassen auf andere, oft bei Seen oder Flüssen gelegene Habitate schließen. Diese Interpretationen sind jedoch sehr unsicher und könnten durch neue Funde widerlegt werden.

### Fortbewegung und Ernährung
Pachycephalosauria bewegten sich auf den Hinterbeinen fort. Die Wirbelsäule wurde dabei annähernd waagrecht gehalten, der schwere, steife Schwanz diente als Gegengewicht zum vorderen Teil des Körpers. Dadurch, dass die Unterschenkel länger als die Oberschenkel waren, haben diese Tiere vermutlich hohe Geschwindigkeiten erreichen können.
Der Bau der Zähne lässt auf eine vorwiegend pflanzliche Ernährung schließen, wenngleich die Funktion der unterschiedlichen Zahntypen nicht genau geklärt ist. Möglicherweise dienten die vorderen, stiftartigen Zähne zum Aufnehmen der Nahrung und die hinteren zum Kauen. Der breite Rumpf bietet Anzeichen für einen voluminösen Verdauungstrakt, in dem der weitere Aufschluss der Nahrung erfolgte. Aus dem Körperbau schließt man, dass sie sich von Pflanzen in Bodennähe ernährten, etwa Blätter, Stängel, Samen und Früchte, möglicherweise ergänzt durch Insekten, andere Kleintiere oder Eier.

### Funktion des Schädeldachs

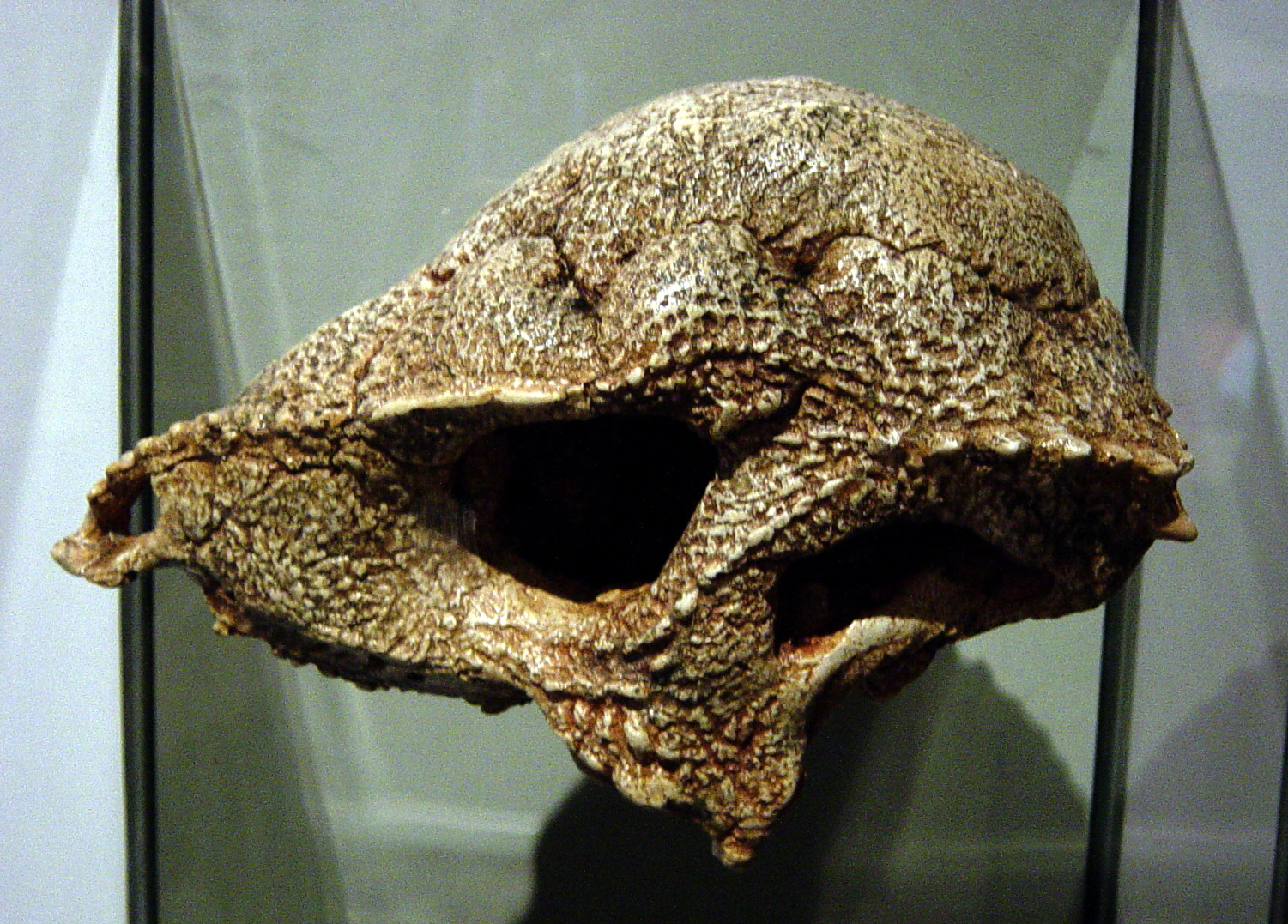
Schädel von Prenocephale

Die Funktion des verdickten Schädeldaches ist wahrscheinlich die meistdiskutierte Frage der Paläobiologie der Pachycephalosaurier. Erstmals in den 1950er-Jahren wurde nahezu zeitgleich von den Paläontologen E. Colbert und L. Davitashvili die Theorie aufgestellt, es könnte zu Kopfstößen verwendet worden sein. Auch verschiedene Merkmale im Körperbau werden zur Untermauerung dieser Theorie verwendet. So könnten die ineinandergreifenden Rückenwirbel der Absorption der Stöße gedient haben, auch der Bau des Beckens wird in diese Richtung interpretiert. Allerdings sind von keinem Pachycephalosauria bislang Halswirbel bekannt, die wahrscheinlich Hinweise auf die Lebensweise dieser Tiere liefern könnten und – sofern die Schädel zum Zustoßen verwendet wurden – auch speziell geformt gewesen sein dürften. Da bei Stegoceras ein Geschlechtsdimorphismus hinsichtlich der Form des Schädels erkennbar ist, wurde die Vermutung aufgestellt, dass diese Struktur zur Interaktion mit Artgenossen und nicht zur Verteidigung gegenüber Fressfeinden eingesetzt wurde, was bis heute als am plausibelsten gilt.
Die wohl populärste Sichtweise stellt diese Dinosaurier bei Kopfkämpfen dar. Demnach seien sie mit gesenktem Schädel gegeneinander angetreten, in ähnlicher Weise wie heutige Hornträger, etwa Dickhornschafe. Diese Sichtweise wurde detailliert von Peter Galton erarbeitet. Andere Theorien widersprechen dem und vermuten, diese Tiere hätten nicht den Kopf des Gegners gerammt, sondern versucht, ihn an der Flanke zu treffen. Erstmals von Hans-Dieter Sues 1978 formuliert, wurde diese Sichtweise von Kenneth Carpenter 1997 neu aufgerollt. Er begründet dies unter anderem damit, dass bei den kuppelköpfigen Pachycephalosauriern – insbesondere bei Stygimoloch mit der zugespitzten Schädelkuppe – die Aufprallfläche viel zu klein gewesen wäre. Er hält es aber für denkbar, dass die flachköpfigen Vertreter durchaus Ramm- oder zumindest Schiebeduelle mit den Schädeln ausgeübt hätten. Andere Forscher wie Ralph E. Chapman halten hingegen auch die Schädeldächer der kuppelköpfigen Pachycephalosaurier für Rammduelle mit dem Kopf für geeignet.
Eine weitere Theorie besagt, die Schädel dieser Dinosaurier seien überhaupt nicht für Rammstöße geeignet gewesen. So kam eine Untersuchung von Mark Goodwin und John Horner zu dem Ergebnis, dass die Schädel dieser Tiere mit feinen Blutgefäßen durchzogen waren und daher keine Stöße, egal ob auf den Kopf oder die Flanke des Gegners, möglich waren. Demzufolge hätten die Schädeldächer und dornartigen Hinterhauptsstacheln dieser Gattung nur der Zurschaustellung oder der Identifikation, nicht aber dem direkten Kampf gedient.
Teresa Maryańska et al. halten es für denkbar, dass bei verschiedenen Gattungen von Pachycephalosauriern verschiedene Methoden zur Anwendung kamen. So könnten je nach Kopfform Rammstöße an die Flanken, Rammstöße an den Kopf oder nur visuelle Zwecke ausgeübt worden sein. Letztlich lässt sich die Funktion des verdickten Schädeldaches derzeit nicht beantworten.

## Systematik und Entwicklungsgeschichte

### Äußere Systematik
Die äußere Systematik der Pachycephalosauria war lange Zeit umstritten. Früher hielt man sie manchmal für nahe mit den Ornithopoda oder Stegosauria verwandt. Heute gelten die Ceratopsia als ihre Schwestergruppe, gemeinsam bilden sie das Taxon Marginocephalia. Marginocephalia und Ornithopoda werden als Cerapoda zusammengefasst, die wiederum in die Vogelbeckensaurier (Ornithischia) eingegliedert werden. Ein vereinfachtes Kladogramm, das nur die wichtigsten Taxa wiedergibt, sieht folgendermaßen aus:
|                 | Ornithopoda                                                       |
|                 |                                                                   |
| Marginocephalia | \| \| Ceratopsia \| \| \| \| \| \| Pachycephalosauria \| \| \| \| |
|                 | \| \| Ceratopsia \| \| \| \| \| \| Pachycephalosauria \| \| \| \| |
|                 | Ceratopsia                                                        |
|                 |                                                                   |
|                 | Pachycephalosauria                                                |
|                 |                                                                   |

|  | Ceratopsia         |
|  |                    |
|  | Pachycephalosauria |
|  |                    |

|                 | Ornithopoda                                                       |
|                 |                                                                   |
| Marginocephalia | \| \| Ceratopsia \| \| \| \| \| \| Pachycephalosauria \| \| \| \| |
|                 | \| \| Ceratopsia \| \| \| \| \| \| Pachycephalosauria \| \| \| \| |
|                 | Ceratopsia                                                        |
|                 |                                                                   |
|                 | Pachycephalosauria                                                |
|                 |                                                                   |

|  | Ceratopsia         |
|  |                    |
|  | Pachycephalosauria |
|  |                    |

|                 | Ornithopoda                                                       |
|                 |                                                                   |
| Marginocephalia | \| \| Ceratopsia \| \| \| \| \| \| Pachycephalosauria \| \| \| \| |
|                 | \| \| Ceratopsia \| \| \| \| \| \| Pachycephalosauria \| \| \| \| |
|                 | Ceratopsia                                                        |
|                 |                                                                   |
|                 | Pachycephalosauria                                                |
|                 |                                                                   |

|  | Ceratopsia         |
|  |                    |
|  | Pachycephalosauria |
|  |                    |

|                 | Ornithopoda                                                       |
|                 |                                                                   |
| Marginocephalia | \| \| Ceratopsia \| \| \| \| \| \| Pachycephalosauria \| \| \| \| |
|                 | \| \| Ceratopsia \| \| \| \| \| \| Pachycephalosauria \| \| \| \| |
|                 | Ceratopsia                                                        |
|                 |                                                                   |
|                 | Pachycephalosauria                                                |
|                 |                                                                   |

|  | Ceratopsia         |
|  |                    |
|  | Pachycephalosauria |
|  |                    |

### Entwicklungsgeschichte
Unzweifelhafte Fossilfunde der Pachycephalosauria stammen nur aus der Oberkreide (Santonium bis Maastrichtium), aus einem Zeitraum von vor 85 bis 66 Millionen Jahren, und nur aus Ostasien und Nordamerika. Es gibt allerdings mehrere schlecht erhaltene Funde, die auf ein früheres und weiteres Vorkommen dieser Tiere schließen lassen: Ferganocephale aus dem Mittleren Jura aus Zentralasien sowie Yaverlandia und Stenopelix aus der Unterkreide Europas. Diese Funde sind allerdings sehr fragmentarisch – so wurden etwa von Ferganocephale nur Zähne gefunden – und lassen keine zweifelsfreie systematische Einordnung zu. Manche Autoren wie Robert Sullivan (2006) rechnen darum diese drei Gattungen nicht zu den Pachycephalosauriern.

### Innere Systematik

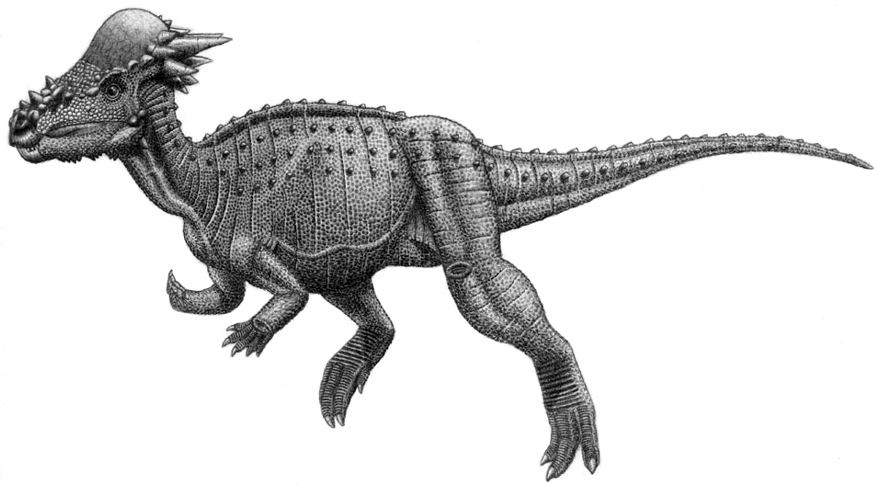
Ein Pachycephalosaurier unsicherer systematischer Stellung, gefunden in der Hell-Creek-Formation in South Dakota (USA). Diskutiert wird eine Zuordnung sowohl zu Pachycephalosaurus als auch zu Stygimoloch.

Die innere Systematik der Pachycephalosauria ist umstritten, was unter anderem daran liegt, dass von vielen Gattungen nur das Schädeldach oder andere Teile des Schädels bekannt sind. Traditionell wurden sie in zwei Untergruppen gegliedert: Die Homalocephalidae waren durch ein flaches Schädeldach und große Fenestra supratemporalis (obere Schädelfenster der Schläfengegend) charakterisiert, während die Pachycephalosauridae ein kuppelförmiges, gewölbtes Schädeldach und kleine oder geschlossene Fenestra supratemporalis aufwiesen. Dabei galten die Homalocephalidae als urtümlichere und die Pachycephalosauridae als weiter entwickelte Gruppe. Allerdings waren die Homalocephalidae schon länger als paraphyletisch bekannt, da sich die Pachycephalosauridae aus ihnen entwickelten, sie bilden darum keine natürliche Gruppe. Mit der Entdeckung von Dracorex sind diese Sichtweisen ins Schwanken geraten. Diese Gattung zeigt einige höher entwickelte Merkmale und ist vermutlich nahe mit den kuppelköpfigen Arten Pachycephalosaurus und Stygimoloch verwandt, weist aber einen flachen Schädel auf. Das hat Robert Sullivan zu der Theorie veranlasst, der flache Schädel sei ein abgeleitetes Merkmal. Darum lehnt er die älteren Klassifikationen ab und fasst alle Vertreter als Pachycephalosauridae zusammen.
Die hier verwendete Systematik präsentiert einen traditionelleren Ansatz. Sie folgt weitgehend T. Maryańska et al. (2004), schließt aber seither beschriebene Gattungen ein:
- Pachycephalosauria
  - Ferganocephale (umstritten)
  - Yaverlandia (umstritten)
  - Stenopelix (umstritten)
  - Wannanosaurus
  - Goyocephala
    - Goyocephale
    - Homalocephaloidea
      - Homalocephale
      - Ornatotholus
      - Pachycephalosauridae
        - Acrotholus[9]
        - Alaskacephale
        - Amtocephale[10]
        - Colepiocephale
        - Dracorex
        - Gravitholus
        - Hanssuesia
        - Pachycephalosaurus
        - Prenocephale
        - Sphaerotholus
        - Stegoceras
        - Stygimoloch
        - Texacephale[11]
        - Tylocephale